# Anders Andersson i Ränka
Anders Andersson (i riksdagen kallad Andersson i Ränka), född 6 januari 1779 i Ununge socken, död 10 april 1833 i Ununge socken, var en svensk riksdagsman i bondeståndet.
Andersson företrädde Närdinghundra härad av Stockholms län vid riksdagen 1823.
Andersson var ledamot i bankoutskottet.